# Liste der Landschaftsschutzgebiete im Landkreis Starnberg
Im Landkreis Starnberg gibt es sechs Landschaftsschutzgebiete. (Stand: November 2018)

## Hinweise zu den Angaben in der Tabelle
- Gebietsname: Amtliche Bezeichnung des Schutzgebietes
- Bild/Commons: Bild und Link zu weiteren Bildern aus dem Schutzgebiet
- LSG-ID: Amtliche Nummer des Schutzgebietes
- WDPA-ID: Link zum Eintrag des Schutzgebietes in der World Database on Protected Areas
- Wikidata: Link zum Wikidata-Eintrag des Schutzgebietes
- Ausweisung: Datum der Ausweisung als Schutzgebiet
- Gemeinde(n): Gemeinden, auf denen sich das Schutzgebiet befindet
- Lage: Geografischer Standort
- Fläche: Gesamtfläche des Schutzgebietes in Hektar
- Flächenanteil: Anteilige Flächen des Schutzgebietes in Landkreisen/Gemeinden, Angabe in % der Gesamtfläche
- Bemerkung: Besonderheiten und Anmerkungen

Bis auf die Spalte Lage sind alle Spalten sortierbar.
| Gebietsname                                      | Bild/Commons   | LSG-ID       | WDPA-ID | Wikidata  | Ausweisung | Gemeinde(n) | Lage     | Fläche ha | Flächenanteil               | Bemerkung |
| ------------------------------------------------ | -------------- | ------------ | ------- | --------- | ---------- | ----------- | -------- | --------- | --------------------------- | --------- |
| Kreuzlinger Forst                                | weitere Bilder | LSG-00375.01 | 395884  | Q59643683 | 1985       |             | Position | 2300,51   | Landkreis Starnberg (100 %) |           |
| LSG Starnberger See - Ost                        | weitere Bilder | LSG-00299.01 | 395778  | Q59643674 | 1979       |             | Position | 2955,16   | Landkreis Starnberg (100 %) |           |
| Starnberger See und westlich angrenzende Gebiete | weitere Bilder | LSG-00403.01 | 395911  | Q59643423 | 1987       |             | Position | 9467,5    | Landkreis Starnberg (100 %) |           |
| Steinberg                                        |                | LSG-00374.01 | 395883  | Q59643424 | 1985       |             | Position | 94,55     | Landkreis Starnberg (100 %) |           |
| Westlicher Teil des Landkreises Starnberg        | weitere Bilder | LSG-00542.01 | 396093  | Q59643780 | 2001       |             | Position | 16335,17  | Landkreis Starnberg (100 %) |           |
| Würmtal                                          | weitere Bilder | LSG-00361.01 | 395870  | Q59643641 | 1984       |             | Position | 3533,45   | Landkreis Starnberg (100 %) |           |